# Grup Parpalló
El Grup Parpalló va ser un grup d'artistes format a València el 1957. Va ser fundat, igual com uns altres grups de postguerra, per connectar la creació artística valenciana amb el panorama internacional després de la interrupció causada per la Guerra d'Espanya.